# Origen, progresos y estado actual de toda la literatura
Origen, progresos y estado actual de toda la literatura (1782-1799), la obra fundamental del humanista cristiano Juan Andrés (Planes, Alicante, 1740 - Roma, 1817), es la primera historia universal y comparada de la literatura, es decir de las letras y las ciencias, según el concepto dieciochista. 

## Historia y significado de la Obra
Publicada originalmente en lengua italiana (Dell’Origine, progressi e stato attuale d’ogni letteratura, Parma, en la Stamperia Reale, a cargo de Giambattista Bodoni), y con posterioridad en diversas ciudades hasta mediados del siglo XIX, fue inmediata y sucesivamente traducida por el hermano del autor, Carlos, e impresa en casa de Antonio de Sancha en Madrid, 1784-1806. Esta edición española, sin duda amparada por el ex secretario de Estado Floridablanca y el visto bueno del Rey, dada la condición de jesuita expulsó a Italia del autor, quedó incompleta por cuanto no incluía la última de las partes de la obra, la importante dedicada a las llamadas Ciencias Eclesiásticas, de relevancia no ya para la Teología sino sobre todo para la Hermenéutica. El primer volumen de la obra, que es de carácter general e introductorio, constituye ya desde su Prefacio una elaboración de epistemología disciplinaria como alternativa histórica a Bacon y a la Enciclopedia.
Origen, progresos y estado actual de toda la literatura, creación emblemática de la denominada "Escuela Universalista Española del siglo XVIII", fue obra celebérrima en toda Europa, tuvo múltiples ediciones italianas (Venecia, Roma, Nápoles, Pistoia...) hasta 1857, habiendo establecido de hecho y pioneramente, pues, los estudios de Literatura Universal y Comparada, aun sin usar esta denominación. La obra hace un uso extenso, muy rico y permanente del concepto y el lenguaje de la comparación. Hubo edición francesa del primer volumen (en París, 1805). En España fue libro de texto oficial en el Real Colegio de Madrid y en la Universidad de Valencia. La edición, estudio y restitución de la obra de Juan Andrés han sido promovidos por el Grupo de Investigación Humanismo-Europa de la Universidad de Alicante.
Andrés, siguiendo la tradición humanística que nace en el parangón greco-latino y encuentra sus momentos constructivos decisivos en Escaligero y Daniel Georg Morhof, totaliza por primera vez el objeto universal determinado por Asia, accediendo así, por lo demás, a la completa visión comparatista, tanto en sentido externo geográfico-cultural como interno de las disciplinas. Esto último convierte a Juan Andrés en el padre de la Literatura universal y comparada propiamente dicha, de forma paralela a como cabe afirmar de Lorenzo Hervás, creador, mediante su Catálogo de las lenguas de las naciones conocidas, de la Lingüística universal y comparada. Ambos, junto a Antonio Eximeno, constituyen el núcleo decisivo de la Escuela Universalista Española del siglo XVIII y representan la creación de la Comparatística moderna.
Entre otras muchas investigaciones, Andrés es autor del más enjundioso libro de viaje de la literatura española moderna, en su especialidad más relevante de viaje cultural a Italia, mediante característico título humanístico epistolar: Cartas familiares (Viaje de Italia).
Existe un "Premio Juan Andrés de Ensayo e Investigación en Ciencias Humanas"  otorgado por el antes referido "Grupo de Investigación Humanismo-Europa", de la Universidad de Alicante, así como un "Instituto Juan Andrés de Comparatística y Globalización".